# Anton Blomberg (ishockeyspelare)
Anton Fredrik Kolbrink Blomberg, född 17 juni 1995 i Motala, är en svensk professionell ishockeyspelare som spelar för Mariestad BoIS HC i Hockeyettan. Efter att ha gjort seniordebut med Linköping HC i SHL under slutspelet 2014, tillbringade Blomberg ytterligare två säsonger i klubben innan han spelade en säsong för HC Vita Hästen i Hockeyallsvenskan. Därefter spelade han en säsong vardera för Skövde IK och Tranås AIF i Hockeyettan.
Säsongerna 2019/20 och 2020/21 spelade Blomberg för fem olika klubbar: Tingsryds AIF, Södertälje SK och Västerviks IK i Hockeyallsvenskan, samt Tranås AIF och Karlskrona HK i Hockeyettan. Säsongen 2021/22 inledde han med Skövde IK, innan han anslöt till norska Grüner Ishockey i februari 2022. Sedan juni 2022 tillhör han Mariestad BoIS.
Som junior tog han ett SM-brons med Linköping HC:s J20-lag säsongen 2014/15.

## Karriär

### 2010–2020: Början av karriären
Blomberg påbörjade sin ishockeykarriär med Motala AIF innan började spela i Linköping HC:s juniorverksamhet säsongen 2010/11. Blomberg gjorde sin A-lagsdebut i SHL under SM-slutspelet 2014. Inför säsongen 2014/15 lämnade han Linköping J20 för HV71 J20. Efter drygt halva säsongen återvände dock Blomberg till Linköping HC. Den 17 april 2015 meddelade Linköping HC att man skrivit ett tvåårskontrakt med Blomberg. Den 1 oktober 2015 gjorde han sitt första SHL-mål, på Felix Sandström, när Linköping besegrade Brynäs IF med 4–3. På 45 matcher noterades Blomberg för sex poäng totalt (tre mål, tre assist), under sin första kompletta seniorsäsong.
Efter säsongen fick Blomberg ingen kontraktsförlängning med Linköping och skrev istället på ett ettårskontrakt med HC Vita Hästen i Hockeyallsvenskan. Blomberg gjorde debut i Hockeyallsvenskan den 14 september 2016 och noterades för sin första poäng i serien samma dag, i en 1–2-seger mot IK Pantern. Senare samma månad, den 29 september, gjorde han sitt första mål i Hockeyallsvenskan, på Alexander Sahlin, i en 1–4-seger mot Södertälje SK. Under säsongen med Vita Hästen stod Blomberg för sju poäng (fyra mål, tre assist) på 51 grundseriematcher. I maj 2017 meddelades det att Blomberg lämnat klubben då han skrivit ett ettårsavtal med Skövde IK i Hockeyettan. Under säsongens gång var han Skövdes mest utvisade spelare med 74 utvisningsminuter.
I början av maj 2018 meddelades det att Blomberg lämnat Skövde IK för spel med Tranås AIF. Blomberg vann lagets interna skytteliga i grundserien med 19 mål. Han slutade på andra plats i lagets poängliga med 40 poäng på 36 matcher. Tranås tog sig till Kvalserien till Hockeyallsvenskan, som Blomberg dock missade på grund av en skada.
Den 3 maj 2019 meddelades det att Blomberg lämnat Tranås för spel med Tingsryds AIF i Hockeyallsvenskan. Han spelade dock endast tolv matcher för klubben, där han noterades för tre mål och två assistpoäng. Han lämnade klubben och skrev istället på för seriekonkurrenten Södertälje SK den 8 november 2019. Han avslutade säsongen med klubben där han på 36 grundseriematcher noterades för fem mål och tio assist.

### Från 2020: Spel i Hockeyettan
Den 1 april 2020 bekräftade Västerviks IK att man skrivit ett ettårskontrakt med Blomberg över säsongen 2020/21. Blomberg spelade dock endast nio matcher för klubben innan han i slutet av oktober 2020 lämnade laget för spel med Tranås AIF i Hockeyettan. Sejouren i Tranås blev även den kortvarig. Efter tio matcher med tre mål och sex assistpoäng bekräftade seriekonkurrenten Karlskrona HK den 17 december 2020 att man skrivit ett avtal med Blomberg som sträckte sig över resten av säsongen. Blomberg spelade nio matcher för klubben innan han i början av februari 2021 återvände till Södertälje SK i Hockeyallsvenskan. På 14 grundseriematcher för Södertälje noterades han för elva poäng, varav två mål.
Den 6 juni 2021 bekräftade Skövde IK att Blomberg återvänt till klubben. Han var lagets poängmässigt bästa spelare under säsongen då han noterades för 36 poäng på 34 matcher (15 mål, 21 assist). I mitten av februari 2022 meddelades det att Blomberg lämnat klubben för spel i Norge med Grüner Ishockey i Eliteserien. Han spelade tio grundseriematcher för klubben, där han noterades för två mål, som slutade näst sist i grundserietabellen. Laget klarade sig dock kvar i Eliteserien efter kvalspel. På sex kvalmatcher stod Blomberg för fyra poäng och var, tillsammans med Nicolai Eliesen och Tobias Skuterud, lagets främste målskytt (3).
Den 6 juni 2022 stod de klart att Blomberg återvänt till Sverige då han skrivit ett avtal med Mariestad BoIS HC i Hockeyettan. Blomberg var en av lagets poängmässigt bästa spelare och slutade på tredje plats i lagets interna poängliga i grundserien. På 34 matcher noterades han för 30 poäng (14 mål, 16 assist). I det följande slutspelet slogs Mariestad ut i den femte och avgörande matchen i semifinalserien mot Piteå HC. Den 24 april 2023 bekräftades det att Blomberg förlängt sitt avtal med Mariestad ytterligare en säsong. Inför säsongen 2023/24 skolades Blomberg om till back. Efter att ha slutat på andraplats i Hockeyettan Västra var Mariestad kvalificerade för Allettan Södra, där laget slutade på sjunde plats. I grundserien slutade Blomberg på delad andraplats i Mariestads interna skytteliga. Han var också den back i hela Hockeyettan som stod för flest mål. På 31 matcher noterades han för 29 poäng, varav 18 mål. I februari 2024 bekräftades det att Blomberg förlängt sitt avtal med Mariestad med ytterligare en säsong. I det efterföljande slutspelet slogs Mariestad ut i semifinal mot Brödernas/Väsby IK HK med 3–2 i matcher.
Inför säsongen 2024/25 utsågs Blomberg till en av Mariestad assisterande lagkaptener. Han gjorde ytterligare en poängmässigt stark säsong då han på 34 matcher noterades för 30 poäng, varav tio mål. Laget tog sig till Allettan Södra där man slutade på andra plats. I det följande slutspelet tog man sig till den södra divisionens semifinal, där man slogs ut av Visby/Roma HK med 2–1 i matcher. På åtta slutspelsmatcher noterades Blomberg för lika många poäng (två mål, sex assist). Den 18 april 2025 bekräftades det att Blomberg förlängt sitt avtal med Mariestad med ytterligare en säsong.

## Statistik
| 2013–14                  | Linköping HC             | SHL                      | —   | —  | —   | —   | —   | 5  | 0 | 0 | 0  | 0  |
| 2014–15                  | Linköping HC             | SHL                      | 1   | 0  | 0   | 0   | 0   | 2  | 0 | 0 | 0  | 0  |
| 2015–16                  | Linköping HC             | SHL                      | 45  | 3  | 3   | 6   | 12  | 1  | 0 | 0 | 0  | 0  |
| 2016–17                  | HC Vita Hästen           | HA                       | 51  | 4  | 3   | 7   | 32  | —  | — | — | —  | —  |
| 2017–18                  | Skövde IK                | Div. 1                   | 40  | 10 | 18  | 28  | 74  | 3  | 1 | 1 | 2  | 2  |
| 2018–19                  | Tranås AIF               | Div. 1                   | 36  | 19 | 21  | 40  | 42  | —  | — | — | —  | —  |
| 2019–20                  | Tingsryds AIF            | HA                       | 12  | 3  | 2   | 5   | 2   | —  | — | — | —  | —  |
| 2019–20                  | Södertälje SK            | HA                       | 36  | 5  | 10  | 15  | 57  | 1  | 1 | 2 | 3  | 0  |
| 2020–21                  | Västerviks IK            | HA                       | 9   | 0  | 0   | 0   | 2   | —  | — | — | —  | —  |
| 2020–21                  | Tranås AIF               | Div. 1                   | 10  | 3  | 6   | 9   | 4   | —  | — | — | —  | —  |
| 2020–21                  | Karlskrona HK            | Div. 1                   | 9   | 1  | 1   | 2   | 8   | —  | — | — | —  | —  |
| 2020–21                  | Södertälje SK            | HA                       | 14  | 2  | 9   | 11  | 6   | 4  | 0 | 1 | 1  | 4  |
| 2021–22                  | Skövde IK                | Div. 1                   | 36  | 15 | 21  | 36  | 54  | —  | — | — | —  | —  |
| 2021–22                  | Grüner Ishockey          | Eliteserien              | 10  | 2  | 0   | 2   | 10  | 6  | 3 | 1 | 4  | 8  |
| 2022–23                  | Mariestad BoIS HC        | Div. 1                   | 34  | 14 | 16  | 30  | 24  | 8  | 3 | 3 | 6  | 14 |
| 2023–24                  | Mariestad BoIS HC        | Div. 1                   | 31  | 18 | 11  | 29  | 20  | 5  | 0 | 0 | 0  | 4  |
| 2024–25                  | Mariestad BoIS HC        | Div. 1                   | 35  | 10 | 20  | 30  | 52  | 8  | 2 | 6 | 8  | 6  |
| Division 1 totalt        | Division 1 totalt        | Division 1 totalt        | 229 | 90 | 114 | 204 | 268 | 21 | 5 | 9 | 14 | 24 |
| Hockeyallsvenskan totalt | Hockeyallsvenskan totalt | Hockeyallsvenskan totalt | 122 | 14 | 24  | 38  | 99  | 5  | 1 | 3 | 4  | 4  |
| SHL totalt               | SHL totalt               | SHL totalt               | 46  | 3  | 3   | 6   | 12  | 8  | 0 | 0 | 0  | 0  |